# Чъки (филмова поредица)
Чъки (на английски: Chucky), известно още като Детска игра (на английски: Child's Play) (1988–1991), е американска хорър филмова поредица, съдържаща шест филма. Поредицата е съсредоточена върху фиктивния персонаж Чарлс Лий Рей - Чъки, езерният удушвач. Тежко ранен при престрелка, той извършва вуду ритуал и неговата душа е затворена в кукла „Добро момче“.

## Филми
| Филм | Премиера в САЩ       | Бюджет         | Приходи         | Приходи     | Приходи      | Източник    |
| Филм | Премиера в САЩ       | Бюджет         | Северна Америка | Света       | Общо         | Източник    |
| --- | -------------------- | -------------- | --------------- | ----------- | ------------ | ----------- |
| 1. Детска игра | 9 ноември 1988 г.    | $9 000 000     | $33 244 684     | $10 952 000 | $44 196 684  | [ 1 ] [ 2 ] |
| 2. Детска игра 2 | 9 ноември 1990 г.    | $13 000 000    | $28 501 605     | $7 262 000  | $35 763 605  | [ 3 ] [ 4 ] |
| 3. Детска игра 3 | 30 август 1991 г.    |                | $14 960 255     | $5 600 000  | $20 560 255  | [ 5 ]       |
| 4. Годеницата на Чъки                                                                                                 | 16 октомври 1998 г.  | $25 000 000    | $32 404 188     | $18 288 000 | $50 692 188  | [ 6 ] [ 7 ] |
| 5. Синът на Чъки | 12 ноември 2004 г.   | $12 000 000    | $17 083 732     | $7 745 912  | $24 829 644  | [ 8 ]       |
| 6. Проклятието на Чъки                                                                                                | 24 септември 2013 г. | $5 000 000     | $3 200 000      |             |              |             |
| Общо | Общо                 | $64 000 000(E) | $126 394 464    | $49 847 912 | $176 042 376 |             |
| * Тъмносивото символизира, че няма информация за дадения филм. * (E) символизира общата сума на база наличните данни. |                      |                |                 |             |              |             |